# Saint-Médard-sur-Ille
Saint-Médard-sur-Ille é uma comuna francesa na região administrativa da Bretanha, no departamento Ille-et-Vilaine. Estende-se por uma área de 18,25 km². Em 2010 a comuna tinha 1 329 habitantes (densidade: 72,8 hab./km²).